# 勒卡特莱
勒卡特莱（法語：Le Catelet，法語發音：[lə katlɛ]）是法国上法蘭西大區埃纳省的一个市镇，属于圣康坦区。勒卡特莱仅有0.41平方公里，是法国面积第九小的市镇。

## 地理
勒卡特莱（50°0'8"N, 3°14'39"E）面积0.41 平方千米，位于法国上法蘭西大區埃纳省，该省份为法国北部内陆省份，北起北部省，西接索姆省和瓦兹省，东临阿登省和马恩省，西南至塞纳-马恩省，东北部与比利时接壤。
与勒卡特莱接壤的市镇（或旧市镇、城区）包括：博尼、古伊。

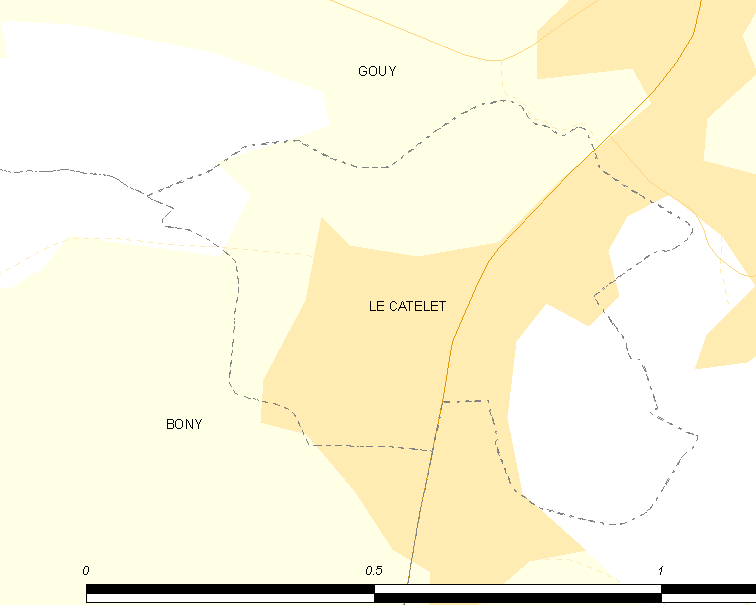
勒卡特莱的OSM定位图

勒卡特莱的时区为UTC+01:00、UTC+02:00（夏令时）。

## 行政
勒卡特莱的邮政编码为02420，INSEE市镇编码为02143。

## 政治
勒卡特莱所属的省级选区为博安昂韦尔芒多瓦县。

## 人口

1962-2008年间勒卡特莱人口变化图示

勒卡特莱于2022年1月1日时的人口数量为185人。